# Gari foto
Le gari foto est un goûter togolais et béninois à base de semoule ou de farine de manioc assaisonnée, souvent servi avec des œufs brouillés ou des sardines.
Son « cousin » selon certains, l'attiéké, est plus consistant, étant un plat principal se mangeant avec du poisson, du poulet, des bananes frites,,.     

## Préparation
Pour faire le gari foto, il faut :
- du gari (la quantité dépend du nombre de personnes)
- de l'oignon émincé
- des tomates coupées en tranches ou en dés
- de l'huile d'arachide ou de canola (la quantité dépend de celle du gari) mais quelques cuillerées suffisent en général.
- du piment
- du sel, du poivre,
- du bouillon[4],[5],[6].